# 안나 아흐마토바
안나 아흐마토바(러시아어: Анна Ахматова, 1889년 6월 23일 ~ 1966년 3월 5일)는 소련의 시인이다. 아흐마토바는 필명이며, 본명은 안나 안드레예브나 고렌코(러시아어: Анна Андреевна Горенко, 우크라이나어: Ганна Андріївна Горенко)이다.

## 생애
러시아 제국에 속하는 오데사(현재는 우크라이나에 속함)에서 태어났다. 11세부터 시를 썼으며, 키예프와 상트페테르부르크 부근의 차르스코예 셀로에서 교육받았고, 차르스코예 셀로에서 니콜라이 구밀료프를 만났다. 1910년 구밀료프와 결혼했고 1912년 아들 레프를 낳았다. 남편 및 다른 시인들과 함께 모더니즘적 시문학 운동인 아크메이즘(러시아어: Акмеизм) 운동에 참여하였다. 그러나 남편과 결별하고 아크메이즘 운동은 러시아 혁명으로 소멸되었다. 《저녁(ВЕЧЕР)》(1912), 《Anno Domini MCMXXI》(1922) 등의 초기 작품으로 알려졌으나, 소련 당국으로부터 부르주아적이라는 비판을 받아 활동을 거의 중단해야 했다. 1940년에야 새 시가 몇 편 출간되었고 전쟁 중 사기를 돋우는 라디오 방송에 출연하거나 시선집을 출간하였다.
그러나 그 후로도 스탈린주의의 영향속에 비판과 찬양이 반복되었다가 스탈린 사후에 본격적으로 활동을 재개하여 여러 시선집과 평론을 발표하여 큰 호평을 받았고, 여러 외국의 시를 번역·소개하는 일도 하였다. 그의 명성은 국제적으로도 높아져, 이탈리아와 영국에서도 국제 문학상을 수여하였다. 1966년 레닌그라드에서 76세로 사망하였다. 사망 후 더욱 높이 평가되었으며, 20세기 러시아의 가장 위대한 시인 중 하나로 알려져 있다.

## 시의 특색
안나 아흐마토바는 제정 러시아 말기에 시인으로 등단하여 역시 시인이었던 남편의 격려에 힘입어 활발하게 시작 활동을 벌였다. 그러나 러시아가 공산화되고 이혼한 남편이 반혁명분자로 처형당하면서 비밀경찰의 감시를 받는 처지가 되었다.
스탈린의 사상통제가 심했던 시절에도 체제나 이념을 찬양하는 대신 서정과 감성을 즐겨 노래하곤 했다. 비밀경찰의 사찰 위험 때문에 수많은 작품이 불태워 없어졌으나 수백 편의 짤막한 서정시 외에 스탈린 치하의 대숙청을 읊은 《레퀴엠》(1940)이 가까스로 남았다. 1953년 스탈린의 사후에야 그의 명성이 복원되고 시들도 되살아나 일반에 읽혀지기 시작했으며 특히 해외에서 더 유명해졌다.
아흐마토바의 시세계를 보여주는 두 작품을 예로 들어본다.
    석양빛이 넓고 노랗네요

    공기가 부드러워도 4월이라 쌀쌀해요

    당신은 내게 아주 늦게 왔지만

    당신을 만나서 기뻐요

    제 가까이 이리 와서 앉아요

    그리고 환한 눈으로 한 번 보세요

    여기 파란 공책이 있어요

    어릴 적 시들을 적어놓은 거예요

    용서해줘요. 그동안 슬픔 속에서 살았거든요

    태양을 보고서도 별로 기뻐하지 못했어요

    용서하세요. 용서하세요

    내가 너무 많은 이들을 당신으로 잘못 알았어요

    - The Evening Light is Broad and Yellow (1915) 전문

    열일곱 달 빌고 또 빌었어요

    그대가 무사히 집에 돌아오기를

    교수형집행자의 발아래 나를 던졌을 때

    나의 공포감, 오 내 아들

    결코 이해할 수 없어요

    지금은 영원한 혼돈

    누가 짐승이고 누가 사람일까요?

    언제까지, 처형이 끝날 때까지인가요?

    - Requiem (1940) 일부

## 작 품
- 1912 - Vecher/Вечер (저녁)
- 1914 - Четки (로자리 묵주)
- 1917 - Белая стая (흰새 떼)
- 1922 - Anno Domini MCMXXI (서기1921년)
- 1940 - Из шести книг (여섯 권의 책에서, 발간 지연, 판매 금지됨)
- 1943 - Izbrannoe Stikhi (시선집, 타쉬켄트에서 정부 검열 후 발간)
- 1961 - Stikhotvoreniya 1909–1960 (시집: 1909-1960)
- 1965 - Beg vremeni (세월의 흐름: 1909-1965 시선집)
- 시인의 사후에 영어로 번역된 시선집이 다수 발간되었음